# Roberto Carrera
Noel Roberto Cevallos García (Colima, México, 15 de marzo de 1965) es un actor, conductor y modelo mexicano; conocido como Roberto Carrera.

## Biografía
Roberto es el tercero de seis hermanos (tres hombres y tres mujeres).
Es Licenciado en administración de empresas. Estudió actuación en el Centro Cultural "Virginia Fábregas" con los profesores Carmen Montejo y Manolo Fábregas y en el CEA de Televisa con Sergio Jiménez.

## Trayectoria
Realizó fotonovelas como actor en Novedades Editores.
Participa en telenovelas como Herencia maldita (telenovela mexicana), Quinceañera (telenovela), Simplemente María (telenovela mexicana), Las grandes aguas, Yo no creo en los hombres (telenovela de 1991), Te dejaré de amar, Perla (telenovela) entre otras, participando en programas seriados también para diferentes empresas televisoras.,,,
En Teatro, participó en El Divino Narciso, Sangre de Artista, Viaje a Cartago y pague después dirigido por Nancy Cárdenas, La Bella y la Bestia y La Sirenita entre otras. También participa en cabaret con el espectáculo Una noche en casa de Mary Kass. Es el primer actor que recibe la máxima presea otorgada por el Gobierno del estado de Colima en el año 2006.